# 10Base2
10Base2 (také 10BASE2, často nazýván též tenký Ethernet) je standard sítě Ethernet založený na tenkém koaxiálním kabelu s rychlostí přenosu 10 Mbit/s a vzdáleností mezi uzly maximálně 185 metrů. Používá sběrnicovou topologii a tenký 50 Ω koaxiální kabel (RG-58). Na jednom segmentu může být maximálně 30 počítačů, vzdálenost mezi odbočkami je minimálně 50 centimetrů, délka kabelu od odbočky k síťové kartě je maximálně 30 centimetrů.

## Popis
Na rozdíl od technologie 10Base5, kde segment byl tvořen jediným kusem koaxiálního kabelu, do kterého se doslova vyřezávala místa na připojení odboček, u 10Base2 je segment složen z jednotlivých kusů kabelu RG-58, které jsou na obou koncích opatřeny BNC konektorem. Konektor je připojen do (přímé větve) BNC T-konektoru. Na odbočku BNC-T konektoru je připojena síťová karta, na druhou přímou větev BNC T-konektoru je připojen buď kabel k dalšímu počítači nebo terminátor. Celý segment se nesmí větvit, nesmí být spojen do smyčky. Ani dva počítače nelze spojit pouze koaxiálním kabelem, jsou potřeba dva BNC T-konektory a dva terminátory. Pro rozvětvení sítě je možné použít hub (multiport repeater) (případně switch, bridge nebo router).
Při vytváření rozsáhlejší sítě pomocí hubů je nutné dodržet pravidlo 5-4-3. Oba konce koaxiálního kabelu musí být zakončeny zakončovacím rezistorem (tzv. terminátorem) o stejné impedanci jako je vlnová impedance koaxiálního kabelu. K připojení jednotlivých uzlů se používá odbočka tzv. BNC-T konektor, ke kterému je přímo připojena síťová karta. Pro přístup ke sdílenému přenosovému médiu (sběrnici) se používá metoda CSMA/CD.

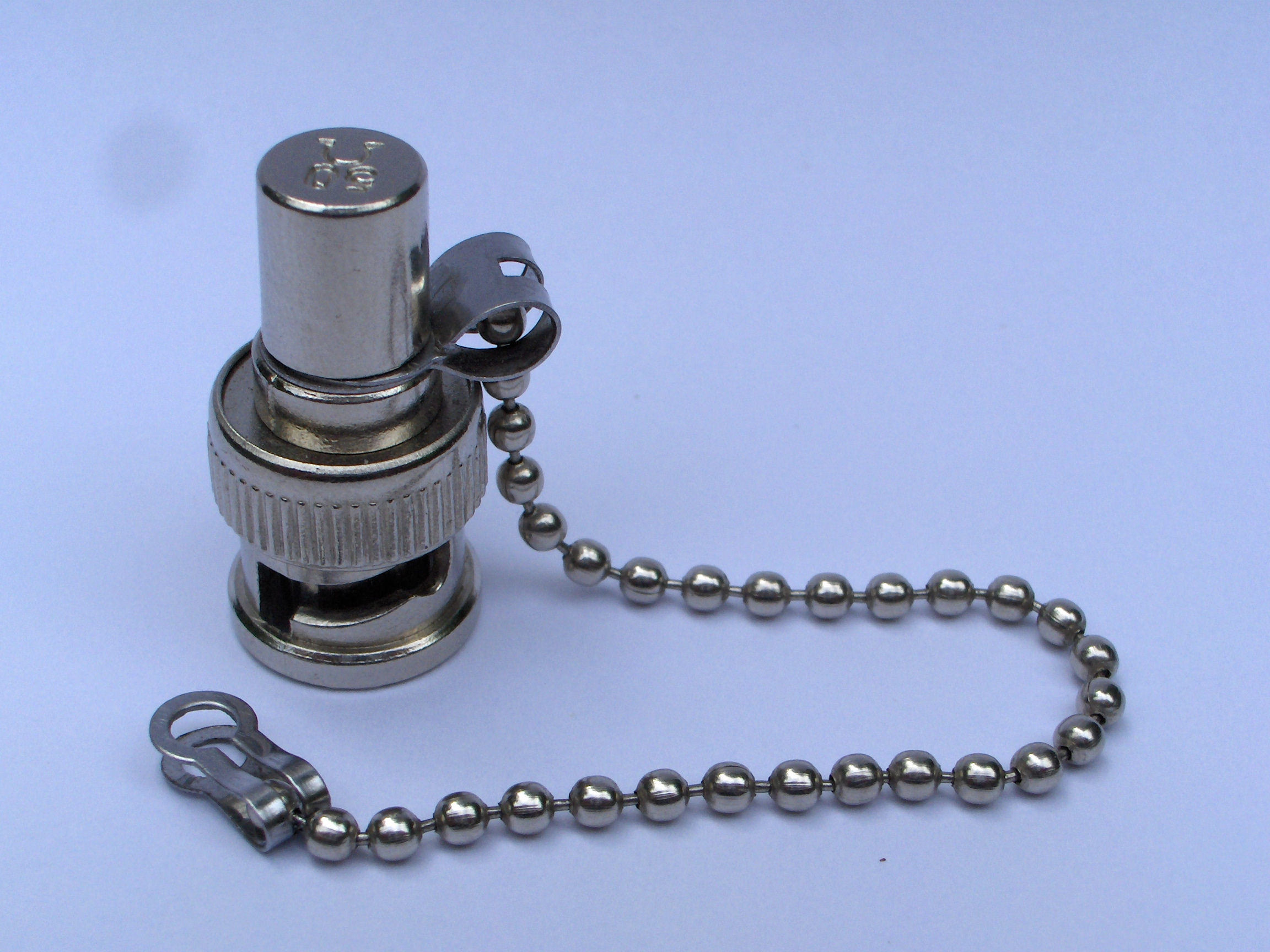
10BASE2 terminátor
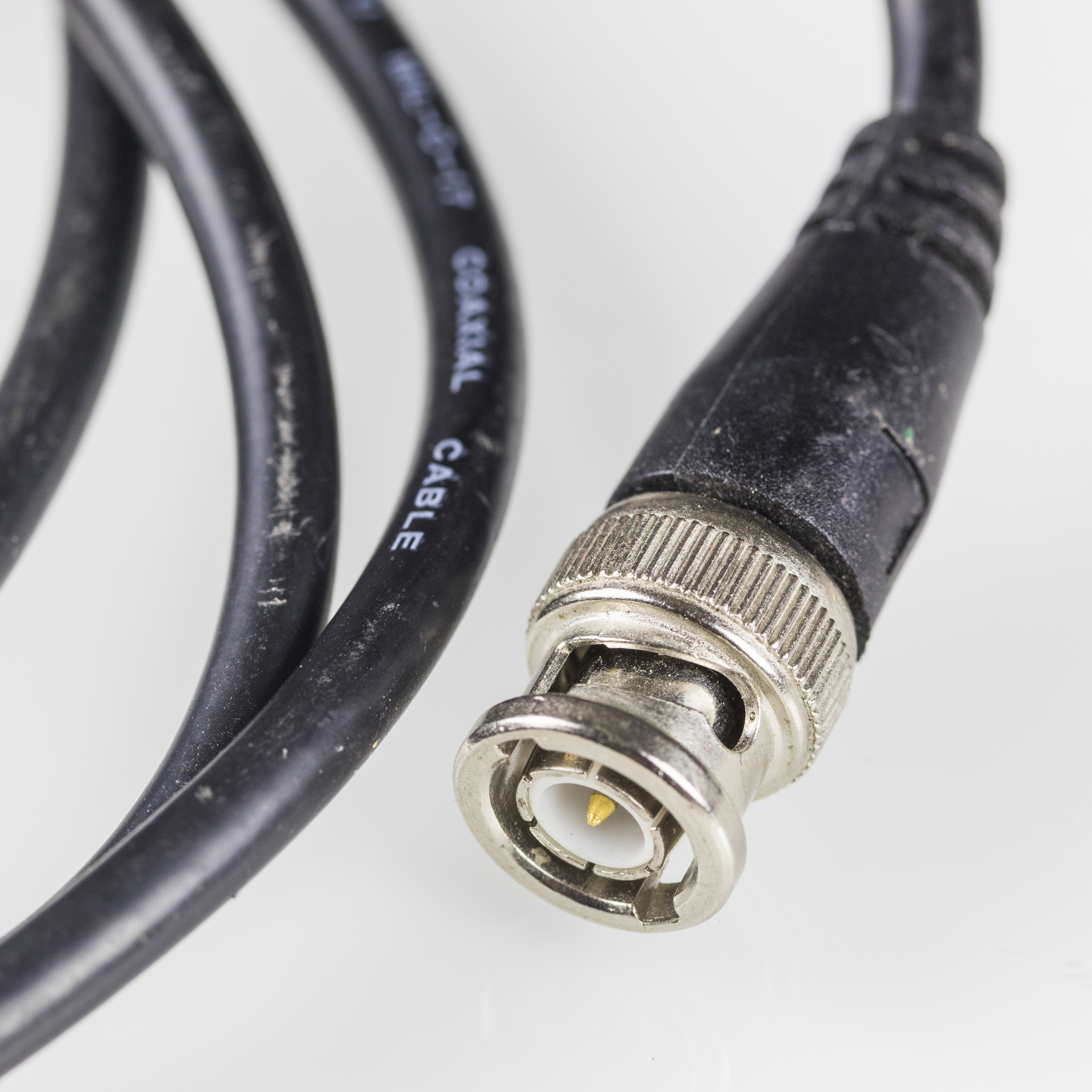
10BASE2 kabel se zakončujícím BNC konektorem
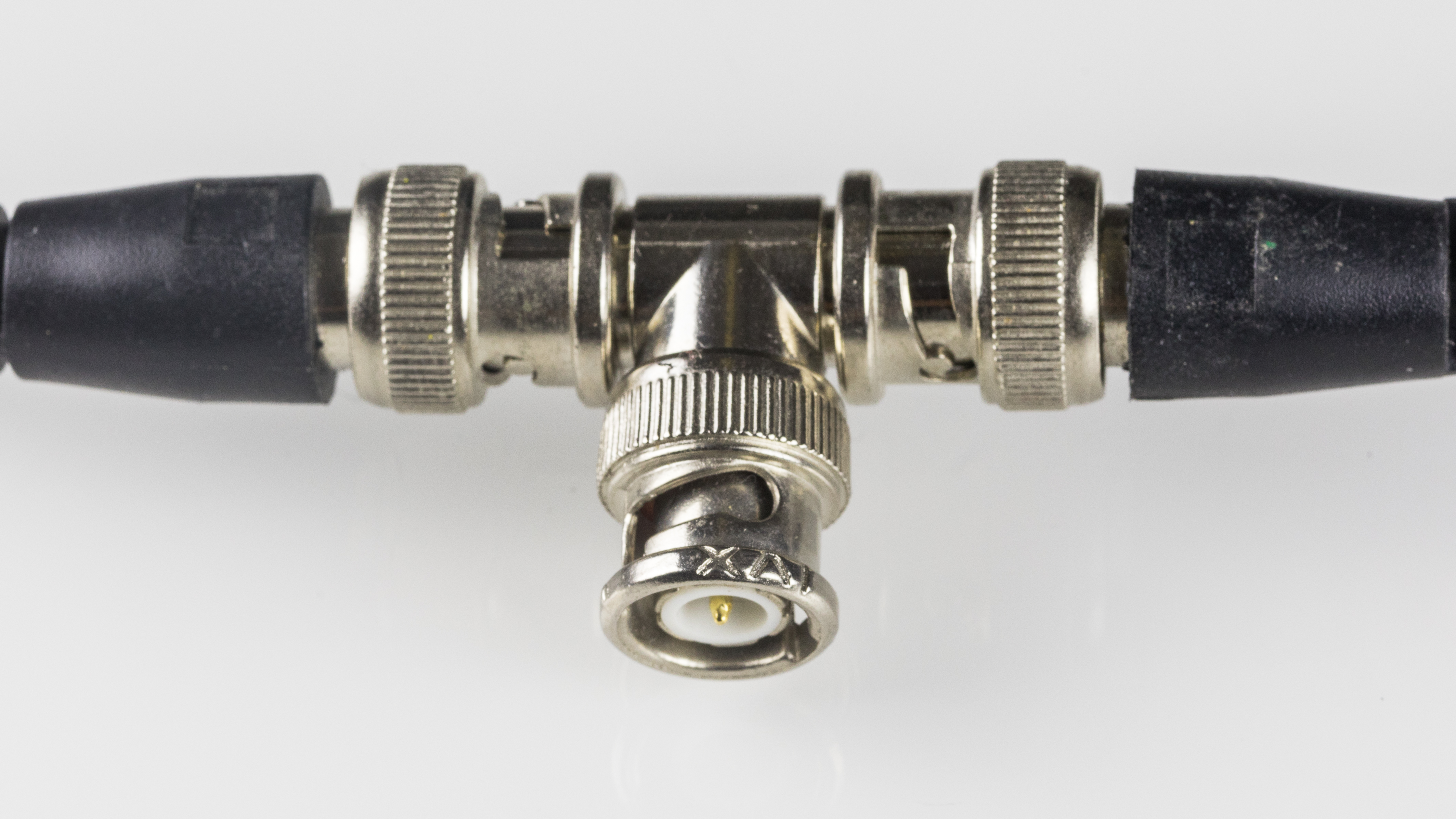
10BASE2 kabel s odbočkou tvořenou BNC T-konektorem

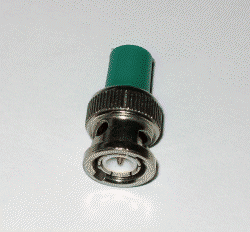
10BASE2 terminátor
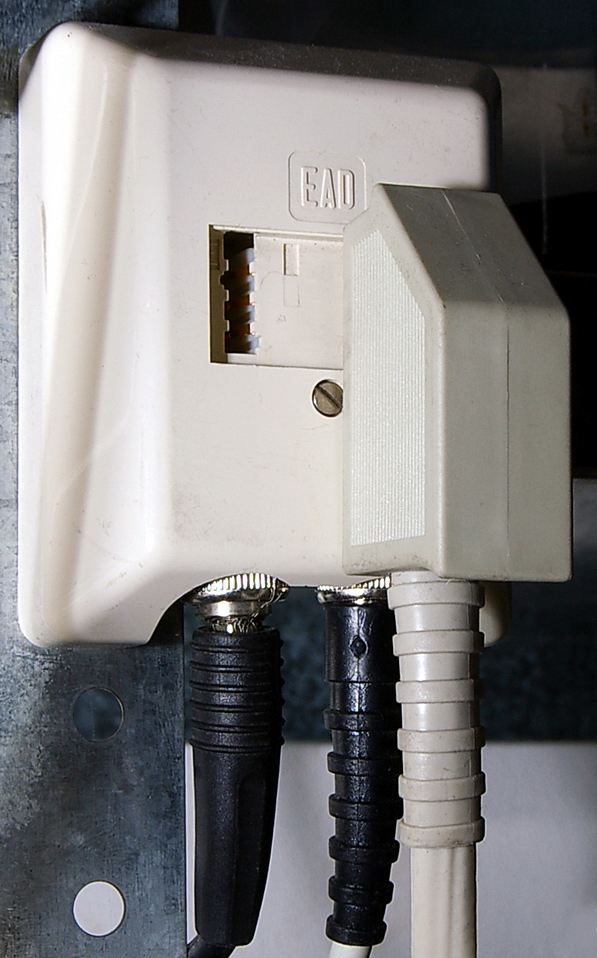
EAD přípojka

## Poměr výkon/cena
Technologie 10Base2 měla okolo roku 1990 výborný poměr výkon/cena. Na začátku 90. let tvořila cena Ethernetového adaptéru pro 10Base2 přibližně desetinu ceny osobního počítače a za stejnou cenu bylo možné pořídit veškeré další prvky (kabely, konektory, terminátory) potřebné pro propojení několika počítačů. Jiná řešení umožňovala buď propojení omezeného počtu počítačů (typicky pouze dvou) podstatně nižší rychlostí nebo byla mnohonásobně dražší. Díky tomu získaly sítě Ethernet ve 90. letech 20. století dominantní postavení.

## Výhody a nevýhody

### Výhody
- jednoduchost
- zcela modulární řešení
- dobrý poměr výkon/cena
- malá síť nevyžaduje žádné centrální prvky
- dobrá interoperabilita mezi výrobky různých firem díky standardizaci

### Nevýhody
- nutnost opatření každého konce koaxiálního kabelu speciálním zakončovacím členem, tzv. terminátorem
- nedeterministická metoda CSMA/CD přístupu ke sdílenému médiu
- přenosová rychlost pouze 10 Mbit/s
- vadná součást nebo špatné spojení konektorů znemožní provoz na celém segmentu